# Omodejové

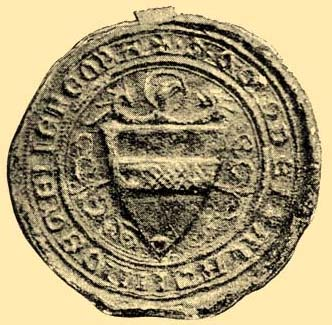
Pečeť Omodeje Aby

Omodejové (slovensky Omodejovci) byl šlechtický rod v Uhersku. Pocházel z jedné větve rodu Abovců, kterou založil Omodej Aba. Omodejovi patřilo území na Abovu, Spiši, Šariši, Zemplíně a Sabolči. 

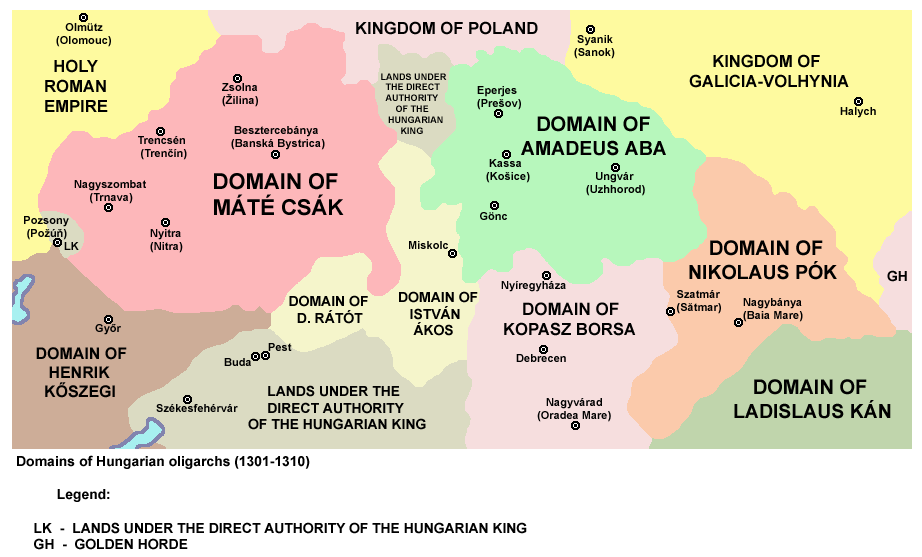
Území uherských magnátů (1301–1310), území Omodeje Aby zeleně.

Na tomto území vládl jako nezávislý monarcha. V roce 1311 byl Omodej zabit košickými měšťany. Jeho synové se následně spojili s Matúšem Čákem a postavili se proti králi Karlovi Robertu. V bitvě u Rozhanovců byli poraženi. Jejich majetky si přivlastnil král Karel Robert, hrad Gönc dal zničit.
Omodejové vymřeli v první polovině 14. století.